# Савицька Лариса Володимирівна
Лари́са Володи́мирівна Сави́цька (народилась 11 січня 1961 року) — жінка, що вижила після авіакатастрофи і падіння з висоти 5200 метрів.

## Біографія
Молода студентка Лариса Савицька разом із чоловіком Володимиром поверталися із весільної подорожі. Вони одружилися весною 1981 року, але через сесію і практику весілля перенесли.
Після подорожі на море молодята летіли рейсом 811 на борту Ан-24РВ із Комсомольска-на-Амурі в Благовєщенськ. В літаку виявилося багато вільних місць, і незважаючи на те, що квитки у Савицьких були в середню частину літака, вони зайняли крісла у хвостовій.

## Катастрофа
24 серпня 1981 року літак Ан-24, на котрому летіло подружжя Савицьких, на висоті 5220 м зіткнувся із військовим бомбардувальником Ту-16К під час військових навчань у дивізії. Причин катастрофи було кілька: слабка узгодженість військових і цивільних диспетчерів, екіпаж Ан-24 не доповів про ухилення від основної траси, а екіпаж Ту-16 повідомив, що зайняв висоту 5100 м за 2 хвилини до того, як це сталося насправді.
У момент катастрофи Лариса Савицька спала у своєму кріслі у хвостовій частині літака. Прокинувшись від сильного удару та опіку, вона дісталася до найближчого крісла. Сама Лариса потім стверджувала, що в той момент їй пригадався епізод із фільму «Дива ще трапляються», де героїня при падінні літака втиснулась у крісло й вижила.

Лікар авіаційного полку Ковальчук Борис Віталійович, який першим оглядав Ларису Савицьку після катастрофи, згадує:
До вертольота дівчину, на вигляд їй було років 20, доставили на ношах. Я її оглянув і… не виявив жодних переломів чи поранень. Лише кілька синців, виснаження і депресивно-стресовий стан…. Незабаром це підтвердив і рентген у райлікарні, куди на вертольоті доставили потерпілу.
Пізніше вона дізналася, що вже була вирита могила і для неї, і для її чоловіка. Лариса Савицька виявилась єдиною, яка вижила. У літаку АН-24 загинули 38 людей (33 пасажири і 5 членів екіпажу). У військовому літаку загинув весь екіпаж — 6 людей.

## Наслідки
Факт авіакатастрофи в СРСР не афішувався. Жодних повідомлень у пресі не було.
У 1986 році Лариса без чоловіка народила сина Гошу, і вони тривалий час жили тільки на дитячу допомогу.
У сучасній Росії незвична доля привернула увагу преси, і вона стала героїнею телепередач кількох телекомпаній.
Лариса Савіцька двічі внесена в російське видання Книги рекордів Гіннеса: як людина, яка вижила при падінні з найбільшої висоти, і як людина, яка отримала найменшу компенсацію за фізичні пошкодження (75 карбованців).